# El Blanco
Pour les articles homonymes, voir Blanco.
El Blanco est l'une des dix-sept paroisses civiles de la municipalité de Torres dans l'État de Lara au Venezuela. Sa capitale est Quebrada Arriba.

## Géographie

### Démographie
Hormis sa capitale Quebrada Arriba, la paroisse civile comporte plusieurs localités, dont :
- Buenos Aires
- El Padrón
- Quebrada Arriba
- Sabana de Onoto